# Zatoka Lazurowa
Zatoka Lazurowa (ros. Бухта Лазурная, także Шамора) – jedna z zatok, na które dzieli się rosyjska Zatoka Piotra Wielkiego, konkretnie część Zatoki Ussuryjskiej.